# Trätjärnen (Ramsjö socken, Hälsingland)
Trätjärnen är en sjö i Ljusdals kommun i Hälsingland och ingår i Ljusnans huvudavrinningsområde.